# Турбин, Павел Андреевич
Павел Андреевич Турбин (род. 24 февраля 1990, Омск) — российский хоккеист, защитник; тренер.

## Биография
Воспитанник омского «Авангарда».
Выпускник Авангард - 90 г.р. - тренер Фролов Станислав Михайлович.   
Чемпион России 2012 года в составе «Омских ястребов». Обладатель кубка Харламова.
Серебряный призер кубка Братины 2014/2015 в составе команды «Ижсталь».
В сезоне 2006/07 дебютировал в команде первой лиги «Авангард-2», проведя два матча. В следующем сезоне сыграл 57 матчей, в сезоне 2008/09 — шесть, после чего в составе 19 игроков «Авангарда» был отправлен на срочную воинскую службу.    
После армии отыграл три сезона в МХЛ за «Омских ястребов».  
В 2012 году в составе «Омских ястребов» выиграл кубок Харламова. Став лидером по набранным очкам среди защитников команды (26 очков) при показателе полезности +28. 
Выступал в ВХЛ за команды «Зауралье» Курган (2012/13), «Лада» Тольятти (2013/14), «Ижсталь» Ижевск (2014/15, летом 2014 заключал пробный контракт с «Адмиралом»). В составе команды «Ижсталь» стал серебряным призером ВХЛ.  
В 2015 году главный тренер «Ижстали» Андрей Разин возглавил клуб КХЛ «Автомобилист» Екатеринбург и пригласил с собой Турбина. 3 июля 2017 был обменян в «Амур» на денежную компенсацию.  
В 2018 году признан лучшим защитником 4 недели чемпионата.  Павел Турбин отметился 3 результативными передачами в четырёх гостевых матчах. Защитник хабаровчан не завершил ни один из матчей с отрицательным показателем полезности при общем показателе «+2», провёл 12 силовых приёмов (лучший показатель недели среди защитников) и заблокировал 6 бросков соперников.  
В сезоне 2019/20 стал лучшим игроком «Амура» по показателю полезности (+8) и количеству проведённых силовых приёмов (86). 
В чемпионате 2020/21 занял вторую строчку среди защитников «Амура» по набранным очкам (13) и силовым приёмам (90). 
За время выступления за «Амур» в активе Турбина 165 матчей в регулярных чемпионатах и плей-офф КХЛ, 235 силовых приёмов, 204 блокированных броска, 29 (7+22) очков и общий показатель полезности «минус 2»
1 мая 2021 перешёл в «Торпедо» Нижний Новгород. 17 июня 2022 года вернулся в «Амур».   
Павел Турбин провел в командах МХЛ и ВХЛ - 444 матча, набрав 89 очков.  
В командах КХЛ провел 307 матча, набрав 43 очка, 370 силовых приемов и заблокировал 301 бросок.  
16 августа 2023 года заключил двусторонний однолетний контракт с «Авангардом» . Выступал за команду «Омские крылья». В июне 2025 году объявил об окончании игровой карьеры.
Летом 2025 года вошёл в тренерский штаб клуба «Челны» в роли тренера по защитникам.

## Личная жизнь
Окончил Сибирский государственный университет физической культуры и спорта и Высшую школу тренеров.  
Женат, сын (2015 г.р.)      